# Bläserphilharmonie Regensburg
Die Bläserphilharmonie Regensburg ist ein Regensburger Blasorchester. Es ist ein eingetragener Verein.

## Geschichte
Gegründet wurde das Orchester Ende 1993 ursprünglich als Projekt der städtischen Sing- und Musikschule Regensburg unter dem Namen Symphonisches Blasorchester Regensburg. Die Abkürzung sbor wird nach wie vor genutzt. Gründer und erster Dirigent war bis August 2000 der ab 1993 amtierende Leiter der Musikschule Wolfgang Graef-Fograscher (* 1959 in Kronstadt), der zuvor die Stadtkapelle sowie die Jugendkapelle in Isny im Allgäu geleitet hatte. Er ist seit 2014 auch Vorsitzender im Landesausschuss Jugend musiziert.
Am 4. Juli 1994 wurde im Neuhaussaal des Theaters Regensburg das erste Konzert veranstaltet. Das ursprüngliche Laienorchester ist heute einer der größten Klangkörper der gesamten Region und verfügt über eine Besetzung von 60 bis zu 70 Holz- und Blechbläsern sowie Schlagwerkern aus der gesamten ostbayerischen Region. Auch heute werden begabte Laienmusiker in das Ensemble aufgenommen. Das Orchester vertrat die Stadt bereits bei mehreren nationalen und internationalen Wettbewerben. Gaststars waren unter anderem Steven Mead und Helmut Eisel.

## Diskografie
Alben:
- 2007: Der Herr der Ringe (Symphony No. 1 „The Lord of the Rings“ von Johan de Meij)
- 2013: Die Herausforderung[8]
- 2014: Der Wundervogel (Produktion: Bayerischer Rundfunk; gewidmet Franz Xaver von Schönwerth)[9]

## Erfolge und Auszeichnungen
- 2004: 2. Platz der Brassband beim Deutschen Orchesterwettbewerb in Osnabrück
- 2004: 1. Platz beim Wertungsspiel des Allgäu-Schwäbischen-Musikbundes
- 2011: Kulturpreis des Bezirks Oberpfalz in der Kategorie „Blasmusik“
- 2012: 1. Platz beim CISM-Wettbewerb in Bamberg
- 2013: 2. Preis beim internationalen Blasorchester-Wettbewerb „Flicorno d’Oro“ in Riva del Garda
- 2015: 2. Platz beim Bayerischen Orchesterwettbewerb in München; Weiterleitung zum Deutschen Orchesterwettbewerb
- 2016: 5. Platz beim Deutschen Orchesterwettbewerb in Ulm

## Dirigenten
- 1993–2000: Wolfgang Graef-Fograscher
- 2001–2016: Jörg Seggelke
- 2016–2022: Alejandro Vila
- seit 2022: Markus Hein